# جوزي سيمبسون
جوزي سيمبسون (بالإنجليزية: Josie Simpson)‏ هي دراجة أسترالية، ولدت في 27 أكتوبر 1974.